# 生物形態學
在生物學中，形態學（morphology）或称生物形态学（biological morphology，biomorphology），是生命科學在生物體的組織結構與功能結構上的研究分支

。
包含了外觀生物體的外觀(形狀、結構、圖案、顏色)，以及生物體的骨骼、器官等內部零件的功能結構。與生理學不同的是，形態學是對於生物體與其族群的總體構造研究，先驗性地探討演化時生物的結構改變，比較生物體間的差異，而非僅就生物個體本身進行分析。

## 分支
- 比較形態學

比較形態學是研究生物族群間，組織結構與功能結構上的變化軌跡。
- 功能形態學

功能形態學研究生物構造與功能上的關係。
- 實驗形態學

以實驗來產生生物的形態改變，藉以探討導致生物體形態改變的因子。